# تشاك نوريس (سياسي)
تشاك نوريس (بالإنجليزية: Chuck Norris)‏ هو سياسي أمريكي، ولد في 15 أبريل 1925 في باسادينا في الولايات المتحدة، وتوفي في 20 يوليو 2009 في ويست بالم بيتش في الولايات المتحدة. حزبياً، نشط في الحزب الجمهوري. وقد انتخب عضو مجلس نواب أوريغون.